# Другов, Василий Иванович
Василий Иванович Другов (1923—2011) — деятель советских спецслужб и правоохранительных органов, генерал-майор внутренней службы (1986), заместитель министра внутренних дел СССР (1985—1988).

## Биография
Родился 30 ноября 1923 года в деревне Игумновская, Тарногского района, Вологодской области в крестьянской семье.
В 1941 году окончил среднюю школу и был призван в ряды РККА, активный участник Великой Отечественной войны с июня 1941 года. С 1942 года после окончания Архангельского Борисовского военно-инженерного училища воевал на Южном, Северо-Кавказском и 4-м Украинском фронтах, во время боёв в период войны был дважды ранен. Служил в войсках НКВД СССР — начальник инженерной службы 377-го стрелкового полка 59-й стрелковой дивизии. В 1945 году участвовал в охране Потсдамской конференции.
С 1946 года после демобилизации В. И. Другов был направлен на партийную работу в Вологодской области — инструктор Тарногского райкома КПСС, инструктор организационного отдела, заместитель заведующего отделом партийных органов Вологодского обкома КПСС и секретарь Вологодского райкома КПСС. С 1962 года — заведующий организационным отделом, с 1964 года — секретарь Вологодского обкома КПСС.
С 1969 по 1985 годы года работал в ЦК КПСС — заместитель и первый заместитель заведующего Отделом административных органов ЦК КПСС.
С 1985 по 1988 годы — заместитель министра внутренних дел СССР, курировал работу Главного управления пожарной охраны МВД СССР, в 1986 году организатор ликвидации последствий аварии на Чернобыльской АЭС от МВД СССР.
С 1988 года — в отставке. Умер 2 декабря 2011 года, похоронен в Москве. Похоронен на Троекуровском кладбище.

## Награды
- Орден Октябрьской Революции (1.12.1983)
- Орден Отечественной войны I степени (11.03.1985)
- Орден Отечественной войны II степени (13.06.1945)
- три ордена Трудового Красного Знамени (23.06.1966; 26.08.1971; 30.11.1973)
- Медаль «За отвагу» (31.03.1943)
- другие медали

## Память
- В 2013 году открыли мемориальную доску в память о генерале Василии Другове в Тарноге. Она установлена на доме номер 1 на улице, которая носит его имя.